# Closterus castaneus
Closterus castaneus là một loài bọ cánh cứng trong họ Cerambycidae.